# Максимилиан Лихтенштейнский
Максимилиан Николаус Мария Лихтенштейнский (нем. Maximilian Nikolaus Maria von und zu Liechtenstein; род. 16 мая 1969, Санкт-Галлен) — второй сын князя Ханса-Адама II, предприниматель.

## Биография
Максимилиан родился 16 мая 1969 года в Санкт-Галлене в семье будущего князя Ханса-Адама II и его супруги Марии. У него есть старший брат принц Алоиз (род. 1968) и младшие брат и сестра, принц Константин (1972—2023) и принцесса Татьяна (род. 1973).
Максимилиан получил среднее образование в Лихтейнштейнской гимназии, а затем поступил в Европейскую школу бизнеса, которую окончил в 1993 году. После её окончания поступил в Гарвардскую школу бизнеса, которую окончил в 1998 году в качестве магистра делового администрирования.
Максимилиан начал свою карьеру в Chase Capital Partners, а после того, как он получил учёную степень перешёл в Industrie Kapital, где работал в течение двух лет.
В 2003 году Максимилиан возглавил JPMorgan Partners. 
Весной 2006 года принц Максимилиан стал генеральным директором LGT Group.
В мае 2021 года было объявлено, что принц Максимилиан стал председателем совета директоров LGT Group, а весной 2022 года вошёл в совет директоров Wefox, которая является крупной страховой компанией в Европе. Помимо этого он является основателем компании Lightrock, в которой возглавляет совет директоров.

## Семья
С 2000 года женат на Анжеле Браун, панамо-американской модели, которая старше него на 11 лет. Сообщалось, что их брак вызвал резонанс в княжеской семье из-за афроамериканского происхождения невесты и разницы в возрасте между супругами, но опасения не подтвердились. У пары есть один сын:
- принц Альфонс Константин Мария Лихтенштейнский (род. 18 мая 2001)